# Internazionale FC Torino
International Foot-Ball Club Torino a fost un club italian de fotbal din Torino. Clubul a fost fondat în 1891 după fuziunea dintre Football and Cricket Club Torino și Nobili Torino  și este considerat a fi primul club italian dedicat numai fotbalului.

## Palmares
Debut în Serie A: 1897 - 1898.
Debut în Serie B: 1926 - 1927.
Vicecampioană (2): 1897 - 1898; 1898 - 1899.
Rivale: Juventus Torino; AC Torino; Genoa CFC.
Cea mai mare victorie: Inter Torino - F.C. Torinese: 9 - 1 (1901).
Cea mai mare înfrângere: AC Milan - Inter Torino: 10 - 0 (1958).

## Jucători notabili
- Edoardo Bosio
- Herbert Kilpin
- Luigi Amedeo, Duke of the Abruzzi